# Festival OTI da Canção 1972
O Festival da OTI 1972 (em castelhano: Festival OTI de la Canción 1972) foi o 1º Festival da OTI e teve lugar a 25 de novembro de 1972, em Madrid, Espanha, no Palácio dos Congressos e das Exposições. Os apresentadores foram Raúl Matas e Rosa María Mateo. Claudia Regina e Tobias, representando o Brasil, foram os grandes vencedores da primeira edição do certame iberoamericano, com a canção "Diálogo", composta pelo renomeado guitarrista de bossa nova Baden Powell.
O primeiro festival da OTI foi transmitido em 20 países da América, em Espanha e Portugal, sendo até aquele momento, o maior certame musical em termos de transmissão direta e de audiência possível. Foi composta especialmente para este festival um hino, tal como na Eurovisão existe o Te Deum de Charpentier; neste caso, existe a "Melodía iberoamericana" de Ernesto Halffter. 
Nesta edição, que foi transmitida a cores em vários países membros da OTI, destacaram-se as participações do panamense Basilio, que anos mais tarde haveria de ter um êxito estrondoso com o tema "Cisne cuello negro"; o cantautor argentino Víctor Heredia, a peruana Betty Missiego, que apesar do último lugar alcançado nesta edição, veria a ter um grande carreira em Espanha, chegando inclusive a obter o segundo lugar no Festival Eurovisão da Canção 1979 com a canção "Su canción" representando a Espanha; a portuguesa Tonicha, que no ano anterior representara Portugal com a canção "Menina do alto da serra"; este ano representou o seu país com "Glória, glória, aleluia", da autoria de José Cid, que também viria a participar no Festival da OTI em 1979 e em 1981, e no Festival Eurovisão da Canção 1980; e a espanhola Marisol, que havia alcançado um enorme sucesso e popularidade pelas suas músicas no princípio dos anos 60. 
O festival, apesar de ser a sua primeira edição, não ficou livre de polémicas, ao ser desclassificado o tema representante do México, "Yo no voy a la guerra", por ser considerada politicamente incorreta, atendendo ao entorno político da cidade do festival desse ano (a Espanha de Franco). Além disso, uma ação judicial de última hora foi apresentada pelo autor da canção representante de Espanha, Manuel Alejandro, vendo modificado seu arranjo musical pelo diretor orquestra oficial do Festival, Augusto Algueró; apesar disso, a ação não foi levada avante, interpretando Marisol o tema com arranjos musicais de Algueró. Brasil obteve o primeiro lugar com o tema "Diálogo" obra do destacado guitarrista de bossa nova Baden Powell, seguido do Panamá, em segundo, e em terceiro lugar a anfitriã Espanha.

## História
O Festival da OTI foi baseado no Festival Eurovisão da Canção e em seu antecessor o Festival da Canção Latina , que aconteceu na Cidade do México. Em 1969 e 1970, houve dois Festivais da Canção Latina, ambos no Teatro Ferrocarrilero da Cidade do México, vencidos, respetivamente, pelo Porto Rico e pelo Brasil.
Durante as dez primeiras edições, entre 1972 e 1981, a votação era por via telefónica, mediante jurados em cada país, tal como na Eurovisão. A partir de 1982, um só jurado de sala avaliava as canções, o que originou diversas polémicas. Ao longo das suas edições, alcançou o máximo de 25 países participantes.
Em 2000, precisamente no sua última edição, o festival contou pela primeira vez com um país africano, a Guiné Equatorial. O objetivo seria abrir o festival, a partir dos anos seguintes, aos países africanos de língua portuguesa.
Espanha e México foram os países com maior número de vitórias, concretamente seis cada um. Argentina ganhou quatro vezes e o Brasil três vezes.

## Votação
O sistema de votação do Festival da OTI 1972, estabelecia que cada país podia dar num máximo de 5 votos o pontos. Todos os países participantes votaram via via satélite, excepto a Bolívia e a República Dominicana que, por falta de infraestrutura adequada, divulgaram os seus votos através de jurados substitutos presente no Palácio dos Congressos e das Exposições.

## Local

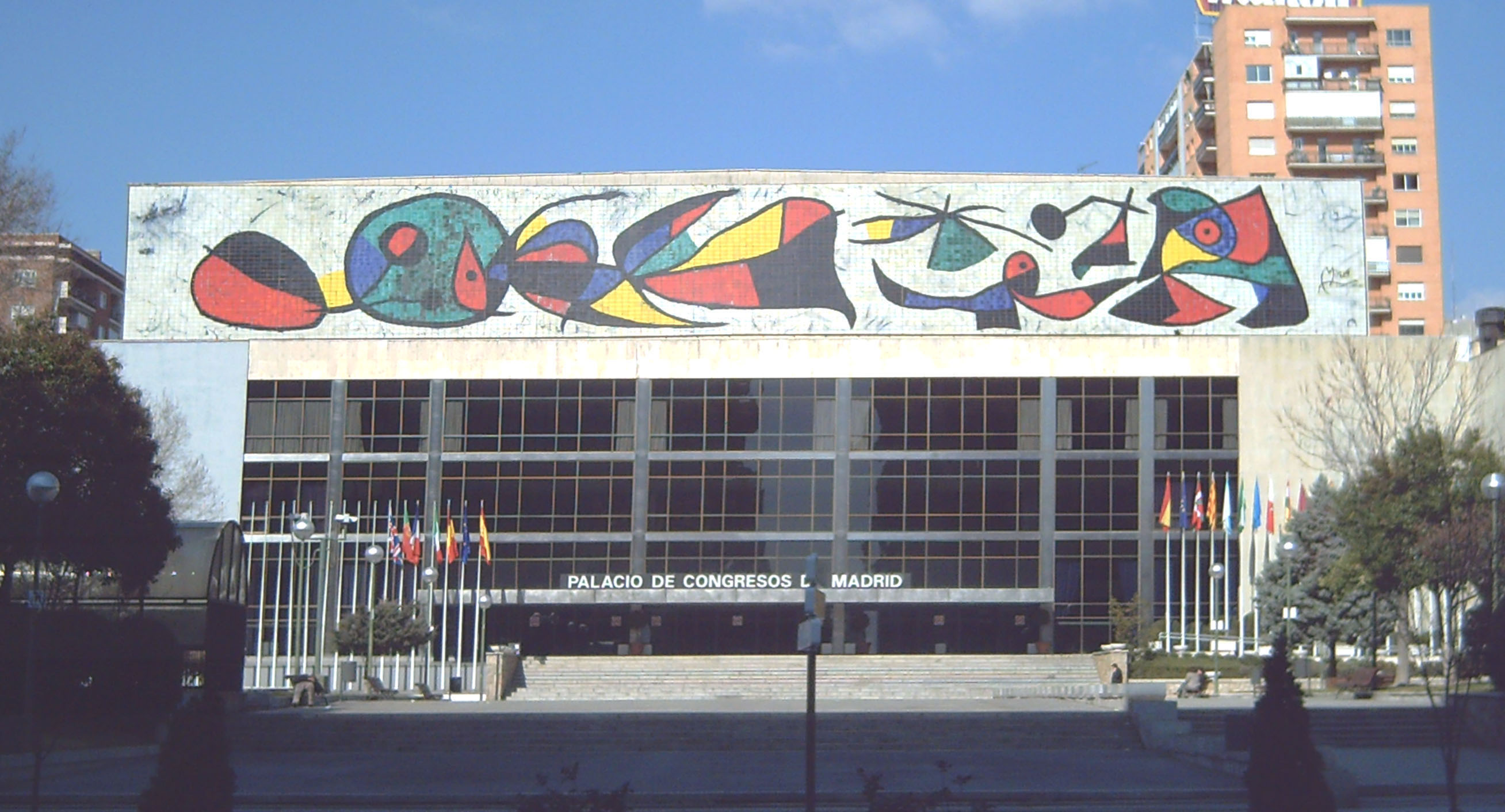
O Palácio dos Congressos e das Exposições, em Madrid, em Espanha.

O Festival OTI 1972 ocorreu em Madrid, em Espanha. Madrid é a capital e a maior cidade em Espanha, tal como no município de Madrid e na Comunidade autónoma de Madrid. A cidade foi edificada nas margens do rio Manzanares, no centro do país. Devido à sua localização geográfica e histórica, é juntamente com Lisboa o centro financeiro e político da Península Ibérica.
No seguimento da restauração da democracia, em 1976, e a adesão à CEE, em 1985, a cidade de Madrid tem vindo a desempenhar um papel importante na economia europeia, tornando-se num dos principais focos financeiros do Sul da Europa. O gentílico da cidade de Madrid é madrilenho (madrileños).
O festival em si, ocorreu no Palácio dos Congressos e das Exposições. Possui uma área total de cerca de 40.000 metro quadrados e destina-se à realização de uma grande diversidade de eventos. Foi construído a partir de um concurso do Ministério da Informação e Turismo realizado em 1964. O edifício foi concluído em 1970 pelo arquiteto Pablo Pintado y Riba ..

## Participações individuais
Logo na primeira edição, cada país escolheu o seu representante de forma diferente e especifica. Nos artigos da "caixa" em baixo, pode se ler mais sobre o estilo de selecção de cada país, e os concorrentes que concorreram nas selecções nacionais.

## Participantes
| País                 | Título original da Canção              | Artista                  | Processo                                     | Data da Selecção |
| País                 | Tradução em Português                  | Idiomas de Interpretação | Processo                                     | Data da Selecção |
| -------------------- | -------------------------------------- | ------------------------ | -------------------------------------------- | ---------------- |
| Argentina            | "Sabes que aquí estamos, América"      | Víctor Heredia           | Argentina no Festival da OTI 1972            | -                |
| Argentina            | Sabes que aqui estamos, América        | Castelhano               | Argentina no Festival da OTI 1972            | -                |
| Bolívia              | "No volveré a passar por allí"         | Arturo Quesada           | Bolívia no Festival da OTI 1972              | -                |
| Bolívia              | Não voltarei a passar por ali          | Castelhano               | Bolívia no Festival da OTI 1972              | -                |
| Brasil               | "Diálogo"                              | Claudia Regina e Tobias  | Brasil no Festival da OTI 1972               | -                |
| Brasil               | Diálogo                                | Português                | Brasil no Festival da OTI 1972               | -                |
| Chile                | "Una vez, otra vez"                    | Guillermo Basterrechea   | Chile no Festival da OTI 1972                | -                |
| Chile                | Uma vez, outra vez                     | Castelhano               | Chile no Festival da OTI 1972                | -                |
| Colômbia             | "Volverás a mis brazos"                | Christopher              | Colômbia no Festival da OTI 1972             | -                |
| Colômbia             | Voltarás para os meus braços           | Castelhano               | Colômbia no Festival da OTI 1972             | -                |
| Espanha              | "Niña"                                 | Marisol                  | Espanha no Festival da OTI 1972              | -                |
| Espanha              | Menina                                 | Castelhano               | Espanha no Festival da OTI 1972              | -                |
| Panamá               | "Oh, Señor"                            | Basilio                  | Panamá no Festival da OTI 1972               | -                |
| Panamá               | Oh, Senhor                             | Castelhano               | Panamá no Festival da OTI 1972               | -                |
| Peru                 | "Recuerdos de un adiós"                | Betty Missiego           | Peru no Festival da OTI 1972                 | -                |
| Peru                 | Recordações de um adeus                | Castelhano               | Peru no Festival da OTI 1972                 | -                |
| Porto Rico           | "Por ti"                               | Chucho Avellanet         | Porto Rico no Festival da OTI 1972           | -                |
| Porto Rico           | Por ti                                 | Castelhano               | Porto Rico no Festival da OTI 1972           | -                |
| Portugal             | "Glória, glória, aleluia"              | Tonicha                  | Portugal no Festival da OTI 1972             | -                |
| Portugal             | Glória, glória, aleluia                | Português                | Portugal no Festival da OTI 1972             | -                |
| República Dominicana | "Siempre habrá en la luna una sonrisa" | Fernando Casado          | República Dominicana no Festival da OTI 1972 | -                |
| República Dominicana | Sempre haverá na lua um sorriso        | Castelhano               | República Dominicana no Festival da OTI 1972 | -                |
| Uruguai              | "Busco mi destino"                     | Roña                     | Uruguai no Festival da OTI 1972              | -                |
| Uruguai              | Procuro o meu destino                  | Castelhano               | Uruguai no Festival da OTI 1972              | -                |
| Venezuela            | "Sueños de cristal"                    | Mirla Castellanos        | Venezuela no Festival da OTI 1972            | -                |
| Venezuela            | Sonhos de cristal                      | Castelhano               | Venezuela no Festival da OTI 1972            | -                |

## Festival
A abertura da competição consistiu na música "Melodía iberoamericana", de Ernesto Halffter, tocada pela orquestra presente na sala, tendo a música intercalado com imagens de Madrid.
A orquestra, dirigida por Augusto Algueró, situava-se à direita do palco, com o quadro de votações à esquerda.
Os apresentadores foram Raúl Matas e Rosa María Mateo do festival, que falaram aos espetadores em castelhano e em português.
No intervalo, antes das votações, Augusto Algueró e a orquestra ligeira da Televisión Española tocaram um medley de canções do próprio.
| #   | País                 | Idioma     | Artista                 | Canção                                 | Tradução para Português         | Posição | Pontuação |
| --- | -------------------- | ---------- | ----------------------- | -------------------------------------- | ------------------------------- | ------- | --------- |
| 1º  | Bolívia              | Castelhano | Arturo Quesada          | "No volveré a passar por allí"         | Não voltarei a passar por ali   | 9º      | 3         |
| 2º  | Chile                | Castelhano | Guillermo Basterrechea  | "Una vez, otra vez"                    | Uma vez, outra vez              | 7º      | 4         |
| 3º  | Porto Rico           | Castelhano | Chucho Avellanet        | "Por ti"                               | Por ti                          | 4º      | 6         |
| 4º  | Espanha              | Castelhano | Marisol                 | "Niña"                                 | Menina                          | 3º      | 7         |
| 5º  | Colômbia             | Castelhano | Christopher             | "Volverás a mis brazos"                | Voltarás para os meus braços    | 9º      | 3         |
| 6º  | Peru                 | Castelhano | Betty Missiego          | "Recuerdos de un adiós"                | Recordações de um adeus         | 9º      | 3         |
| 7º  | Uruguai              | Castelhano | Roña                    | "Busco mi destino"                     | Procuro o meu destino           | 9º      | 3         |
| 8º  | Argentina            | Castelhano | Víctor Heredia          | "Sabes que aquí estamos, América"      | Sabes que aqui estamos, América | 9º      | 3         |
| 9º  | Portugal             | Português  | Tonicha                 | "Glória, glória, aleluia"              | Glória, glória, aleluia         | 6º      | 5         |
| 10º | Venezuela            | Castelhano | Mirla Castellanos       | "Sueños de cristal"                    | Sonhos de cristal               | 4º      | 6         |
| 11º | Brasil               | Português  | Claudia Regina e Tobias | "Diálogo"                              | Diálogo                         | 1º      | 10        |
| 12º | Panamá               | Castelhano | Basilio                 | "Oh, Señor"                            | Oh, Senhor                      | 2º      | 8         |
| 13º | República Dominicana | Castelhano | Fernando Casado         | "Siempre habrá en la luna una sonrisa" | Sempre haverá na lua um sorriso | 7º      | 4         |

### Resultados
Cada país teve um júri composto por 5 membros, onde cada membro votava numa única canção, sendo proibido votar no próprio país:
| Países Votantes      | Países Pontuados | Países Pontuados | Países Pontuados | Países Pontuados | Países Pontuados | Países Pontuados | Países Pontuados | Países Pontuados | Países Pontuados | Países Pontuados | Países Pontuados | Países Pontuados | Países Pontuados     |
| -------------------- | ---------------- | ---------------- | ---------------- | ---------------- | ---------------- | ---------------- | ---------------- | ---------------- | ---------------- | ---------------- | ---------------- | ---------------- | -------------------- |
| Países Votantes      | Bolívia          | Chile            | Porto Rico       | Espanha          | Colômbia         | Peru             | Uruguai          | Argentina        | Portugal         | Venezuela        | Brasil           | Panamá           | República Dominicana |
| Bolívia              |                  |                  |                  |                  | 1                | 1                |                  |                  |                  |                  |                  | 1                | 2                    |
| Chile                |                  |                  |                  | 1                |                  |                  | 1                |                  |                  | 1                | 1                | 2                |                      |
| Porto Rico           |                  |                  |                  | 1                | 1                |                  |                  |                  | 1                |                  |                  |                  | 1                    |
| Estado espanhol      |                  |                  | 1                |                  | 1                |                  | 1                | 1                |                  |                  | 1                |                  |                      |
| Colômbia             | 1                |                  | 2                | 1                |                  |                  |                  |                  |                  | 1                |                  |                  |                      |
| Peru                 | 1                |                  | 1                |                  |                  |                  |                  | 1                | 1                |                  | 1                |                  |                      |
| Uruguai              |                  |                  |                  | 1                |                  |                  |                  | 1                |                  | 1                | 1                | 1                |                      |
| Argentina            |                  |                  |                  | 1                |                  |                  |                  |                  |                  |                  |                  | 4                |                      |
| Portugal             |                  | 2                |                  | 1                |                  | 1                |                  |                  |                  |                  | 1                |                  |                      |
| Venezuela            |                  |                  |                  |                  |                  |                  |                  |                  |                  |                  | 5                |                  |                      |
| Brasil               |                  | 1                |                  |                  |                  | 1                |                  |                  | 2                | 1                |                  |                  |                      |
| Panamá               |                  | 1                |                  | 1                |                  |                  | 1                |                  | 1                |                  |                  |                  | 1                    |
| República Dominicana | 1                |                  | 2                |                  |                  |                  |                  |                  |                  | 2                |                  |                  |                      |
| Lugar                | 3                | 4                | 6                | 7                | 3                | 3                | 3                | 3                | 5                | 6                | 10               | 8                | 4                    |
| Total                | 9º               | 7º               | 4º               | 3º               | 9º               | 9º               | 9º               | 9º               | 6º               | 4º               | 1º               | 2º               | 7º                   |
| Países Votantes      | Bolívia          | Chile            | Porto Rico       | Espanha          | Colômbia         | Peru             | Uruguai          | Argentina        | Portugal         | Venezuela        | Brasil           | Panamá           | República Dominicana |
| Países Votantes      | Países Pontuados |                  |                  |                  |                  |                  |                  |                  |                  |                  |                  |                  |                      |

| Países Votantes      | Países Pontuados | Países Pontuados | Países Pontuados | Países Pontuados | Países Pontuados | Países Pontuados | Países Pontuados | Países Pontuados | Países Pontuados | Países Pontuados | Países Pontuados | Países Pontuados | Países Pontuados     |
| -------------------- | ---------------- | ---------------- | ---------------- | ---------------- | ---------------- | ---------------- | ---------------- | ---------------- | ---------------- | ---------------- | ---------------- | ---------------- | -------------------- |
| Países Votantes      | Bolívia          | Chile            | Porto Rico       | Espanha          | Colômbia         | Peru             | Uruguai          | Argentina        | Portugal         | Venezuela        | Brasil           | Panamá           | República Dominicana |
| Bolívia              | 0                | 0                | 0                | 0                | 1                | 1                | 0                | 0                | 0                | 0                | 0                | 1                | 2                    |
| Chile                | 0                | 0                | 0                | 1                | 1                | 1                | 1                | 0                | 0                | 1                | 1                | 3                | 2                    |
| Porto Rico           | 0                | 0                | 0                | 2                | 2                | 1                | 2                | 0                | 1                | 1                | 1                | 3                | 3                    |
| Estado espanhol      | 0                | 0                | 1                | 2                | 3                | 1                | 2                | 1                | 1                | 1                | 2                | 3                | 3                    |
| Colômbia             | 1                | 0                | 3                | 3                | 3                | 1                | 2                | 1                | 1                | 2                | 2                | 3                | 3                    |
| Peru                 | 2                | 0                | 4                | 3                | 3                | 1                | 2                | 2                | 2                | 2                | 3                | 3                | 3                    |
| Uruguai              | 2                | 0                | 4                | 4                | 3                | 1                | 2                | 3                | 2                | 3                | 4                | 4                | 3                    |
| Argentina            | 2                | 0                | 4                | 5                | 3                | 1                | 2                | 3                | 2                | 3                | 4                | 8                | 3                    |
| Portugal             | 2                | 2                | 4                | 6                | 3                | 2                | 2                | 3                | 2                | 3                | 5                | 8                | 3                    |
| Venezuela            | 2                | 2                | 4                | 6                | 3                | 2                | 2                | 3                | 2                | 3                | 10               | 8                | 3                    |
| Brasil               | 2                | 3                | 4                | 6                | 3                | 3                | 2                | 3                | 4                | 4                | 10               | 8                | 3                    |
| Panamá               | 2                | 4                | 4                | 7                | 3                | 3                | 3                | 3                | 5                | 4                | 10               | 8                | 4                    |
| República Dominicana | 3                | 4                | 6                | 7                | 3                | 3                | 3                | 3                | 5                | 6                | 10               | 8                | 4                    |
| Total                | 9º               | 7º               | 4º               | 3º               | 9º               | 9º               | 9º               | 9º               | 6º               | 4º               | 1º               | 2º               | 7º                   |
| Países Votantes      | Bolívia          | Chile            | Porto Rico       | Espanha          | Colômbia         | Peru             | Uruguai          | Argentina        | Portugal         | Venezuela        | Brasil           | Panamá           | República Dominicana |
| Países Votantes      | Países Pontuados |                  |                  |                  |                  |                  |                  |                  |                  |                  |                  |                  |                      |

### Maestros
Em baixo encontra-se a lista de maestros que conduziram a orquestra, na respectiva actuação de cada país concorrente. Os maestros estão organizados pela ordem de apresentação das músicas de cada país.
| País                 | Maestro                  |
| -------------------- | ------------------------ |
| Bolívia              | Eddy Guerin              |
| Chile                | Eddy Guerin              |
| Porto Rico           | Pedro Rivera Toledo      |
| Espanha              | Augusto Algueró          |
| Colômbia             | Armando Velázquez        |
| Peru                 | Román Alis               |
| Uruguai              | Augusto Algueró          |
| Argentina            | Augusto Algueró          |
| Portugal             | Augusto Algueró          |
| Venezuela            | Eduardo Cabrera          |
| Brasil               | Carlos Monteiro de Souza |
| Panamá               | Augusto Algueró          |
| República Dominicana | Augusto Algueró          |